# Manoir de la Lubinière
Le manoir de la Lubinière est une demeure des XVe et XVIe siècles qui se dresse sur le territoire de l'ancienne commune française de Préaux-du-Perche, dans le département de l'Orne, en région Normandie. L'édifice est inscrit au titre des monuments historiques.

## Localisation
Le manoir de la Lubinière est situé à moins d'un kilomètre au sud-ouest du bourg de Préaux-du-Perche, au sein de la commune nouvelle de Perche en Nocé, dans le département français de l'Orne.

## Historique
La construction du manoir est attribuée à Jacques de Barat au milieu du XVIe siècle. Le manoir a accueilli les réunions et colloques des « Amis du Perche ».

## Description
Le manoir, devenu une exploitation agricole, se présente sous la forme d'un corps de logis flanqué de deux tourelles d'angle et tourelle en encorbellement, et d'une troisième polygonale qui abrite un escalier à vis, et était à l'origine coiffée d'une calotte de pierre.

## Protection
Le manoir est inscrit au titre des monuments historiques par arrêté du 10 décembre 1926.